# Aerospace Walk of Honor

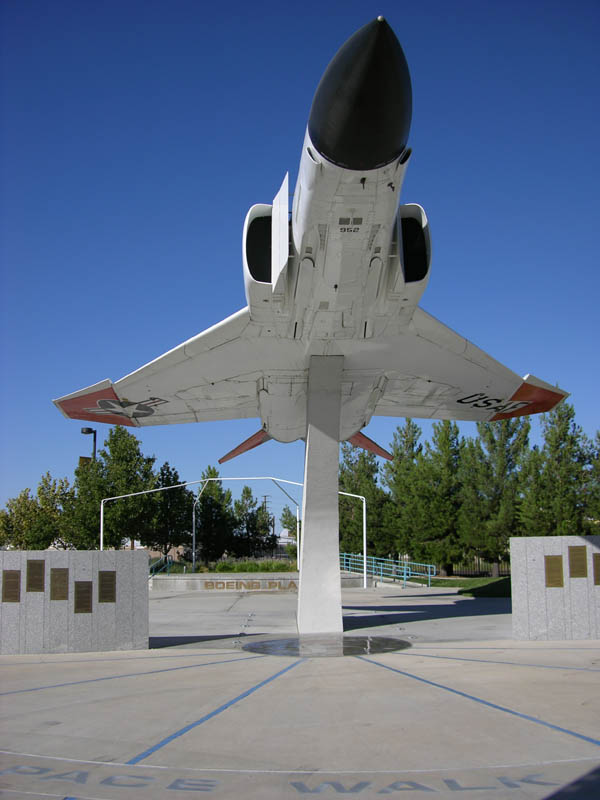
Un avion de chasse McDonnell Douglas F-4 Phantom II au Aerospace Walk of Honor.

L'Aerospace Walk of Honor est un monument situé à Lancaster en Californie, à proximité de quatre installations d'essais en vol notables américaines : l'Air Force Plant 42, l'Edwards Air Force Base, l'aéroport et port spatial de Mojave et la Naval Air Weapons Station China Lake.
Ce temple de la renommée est créé en 1990 dans le but d'honorer les pilotes d'essai qui ont contribué à la recherche et au développement dans l'aérospatiale (aéronautique et astronautique). Le programme a été arrêté en 2009.
Il a été financé par des entreprises américaines du secteur de l'aérospatiale.